# Lluís Guarner i Pérez
Lluís Guarner i Pérez (València, 1902 - València, 1986) va ser un escriptor, poeta i acadèmic valencià.

## Biografia
Va nàixer al si d'una família benestant, descendent, per part materna, del llinatge dels Mussoles. Era oncle del professor Manuel Sanchis Guarner. Es va llicenciar en Filosofia i Lletres i Dret per la Universitat de València. Va ser catedràtic de batxillerat de llengua espanyola i literatura espanyola a diverses ciutats d'Andalusia, Catalunya i el País Valencià. D'estat civil solter, Guarner va dedicar la seua vida i els seus esforços a l'estudi i a l'ensenyament. L'any 1924 va obtenir la Flor Natural dels Jocs Florals de la Ciutat i Regne de València, organitzats per Lo Rat Penat. Va ser membre de la Reial Acadèmia de Bones Lletres de Barcelona des de 1931. Va participar activament en el procés que va conduir a la signatura de les Normes de Castelló, l'any 1932. El 1936 va ser vocal de la junta directiva de Lo Rat Penat. Va ingressar al Centre de Cultura Valenciana l'any 1965. Per la seua erudició i obra va ser considerat un dels intel·lectuals i escriptors valencians més destacats del segle xx. L'any 1985 li va ser concedit el Premi de les Lletres Valencianes, màxim guardó valencià a tota una trajectòria literària. Va morir als 84 anys. Al seu enterrament van acudir les màximes autoritats valencianes i representants del món cultural valencià. Després de la seua mort es va constituir un patronat, amb representació de la Generalitat Valenciana, que va instituir el Premi Lluís Guarner, que s'atorga cada any.

## Obra
Guarner va escriure novel·la, biografia i crítica literària, però sobretor va ser poeta i assagista. La seua obra literària està escrita en català i castellà. És autor de diversos estudis sobre poetes valencians de la Renaixença, com ara Vicent Wenceslau Querol i Teodor Llorente; sobre Jacint Verdaguer; d'una obra sobre el primer incunable espanyol i de diverses guies sobre la ciutat de València, entre les quals cal destacar València, terra i ànima d'un país, publicada l'any 1974. Va fer traduccions de Paul Verlaine i Charles Baudelaire, així com treballs sobre la figura de sant Joan de la Creu. Va col·laborar en importants revistes literàries com ara La estafeta literaria o la Taula de Lletres Valencianes, així com en el Boletín de la Real Academia Española. La seua producció supera les cent obres.

### Obra poètica
Entre la seva obra poètica destaca:
- Breviario sentimental (1921)
- Llama de amor viva (1923)
- Libro de horas líricas (1925)
- Cançons de terra i de mar (1936)
- Realidad inefable (1942),
- Primavera tardía (1945)
- Canciones al vuelo del aire (1945)
- Recança de tardor (1949)
- La soledad inquieta (1950)

### Assaig
Destaca:
- València, terra i ànima d'un país (1974).

### Novel·la
Entre les seues novel·les cal destacar:
- Taronja a 51a latitud Nord (1930) i
- Baix la lluna de Nisan (1931).

### Biografies
- Castelar, verbo de la democracia (1932)
- Poesía y verdad de Vicente W. Querol (1976)
- La Renaixença valenciana i Teodor Llorente (1985)

### Crítica literària
- Poetas modernos, siglo XVIII y XIX (1952)
- Antología de la poesía española medieval (1966) y la
- edició de les Obras completas de Vicente Wenceslao Querol (1974)
- incunable comentat Les trobes en Lahors de la Verge Maria (1974)

## La Casa Guarner
La casa de Lluís Guarner, a Benifairó de les Valls, és una antiga casa pairal d'estil tradicional valencià, que l'erudit valencià va heretar de sa mare, i va conservar i va enriquir amb el temps. La planta baixa conserva la seua decoració típica amb estris i aparellaments agrícoles, així com la cuina, i la planta principal, d'estil burgès, conté decoració en ceràmica. També roman intacte el seu estudi i la seua biblioteca. A l'exterior destaca el seu jardí amb arbres monumentals i retaules en ceràmica dels segles xviii i xix. La casa, adquirida per la fundació de l'entitat bancària Bancaixa està destinada avui a usos culturals, reservant-se el jardí per celebrar concerts de música clàssica i recitals poètics.